# 武井義明 (編集者)
武井 義明（たけい よしあき、1966年3月12日 - ）は、日本の編集者。株式会社東京糸井重里事務所所属。早稲田大学卒業。愛称はシェフ。

## 略歴
静岡県静岡市生まれ。実家は和菓子店（既に閉店）。大学卒業後、旅行ガイドブックやインテリア情報誌などの編集、劇団WAHAHA本舗のファンクラブ会報編集を経て、「ほぼ日刊イトイ新聞」の編集に携わる。現在も在籍。

## 人物
愛称が示す通り、料理はプロ級。世界各国への旅行の際も、現地の食材で自炊を行なうほどの腕前である。また自身の食べ歩きの経験から生まれた、“うまいけどカロリーが高いメニュー”である「悪いめし」シリーズは、同僚をはじめ各方面から高評価を受けている。
旅行ガイドブックの編集者時代も含め、これまでに北米、中米、南米、アジア、中欧、西欧、30カ国150都市以上を訪れている。短期貸しのアパートで自炊しながら暮らす旅のスタイルは、2015年3月放映NHKBSプレミアムの旅番組「チョイ住み」として取り上げられた。好きな旅先はフランス・パリ。雑誌CREAにも「パリ馬鹿編集者」として寄稿している。。
「ほぼ日」では、伊勢丹新宿店に関連するコンテンツを多く担当する。2013年には、株式会社三越伊勢丹の調味料バイヤーである松田智華との共著『調味料マニア』を上梓した。
写真にも造詣が深い。担当するコンテンツにまつわる製品やアーティストのバックステージ写真まで幅広く撮影。写真家・菅原一剛と親交があり、2012年には原宿のギャラリーにて2人展を開催した。
コム デ ギャルソン社の服を好んで着用。中でもデザイナー渡辺淳弥氏の大ファンである。

## 主な編集コンテンツ（ほぼ日刊イトイ新聞）
- ダイエットゲリラ
- がんばれ！自炊くん。
- 新宿二丁目のほがらかな人々。
- ブタフィーヌさん
- 写真がもっと好きになる。
- LIFE　なんでもない日おめでとう！ のごはん
- おじさん３人、ムーミンを語る。
- 恋歌くちずさみ委員会
- 調味料マニア。
- おれは食べて痩せたいのだ。

## メディア

### 書籍
- 調味料マニア。（松田智華との共著 2013年 主婦と生活社）
- フィンランドのおじさんになる方法。（森下圭子との共著 2015年 KADOKAWA）

### 雑誌
- CREA（2014年3月号 文藝春秋）

### テレビ
- チョイ住み inパリ（2015年3月14日 NHKBSプレミアム）